# Chiesa di San Medardo
La chiesa di San Medardo (in francese: église Saint-Medard) è un luogo di culto cattolico di Parigi, situato in rue Mouffetard, sulla rive gauche della Senna, a sud-est della montagna di Sainte-Geneviève.
Edificata tra il XV e il XVIII secolo, è sede dell'omonima parrocchia che comprende una parte del V arrondissement, dove sorge la chiesa (quartieri del Jardin-des-Plantes e del Val-de-Grâce), così come una parte del XIII (quartieri di Croulebarbe e della Salpêtrière).
Dalla legge di separazione della Chiese dallo Stato del 1905, essa è proprietà del Comune di Parigi. Dal 1906 è monumento storico di Francia.

## Storia

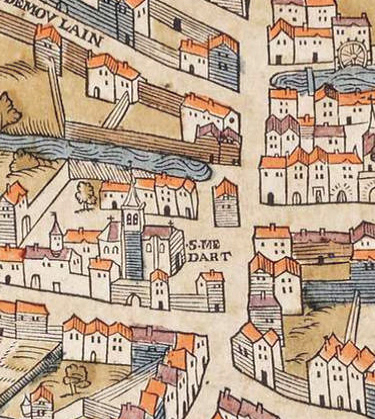
La chiesa di San Medardo nella pianta di Truschet e Hoyau (1550 circa).

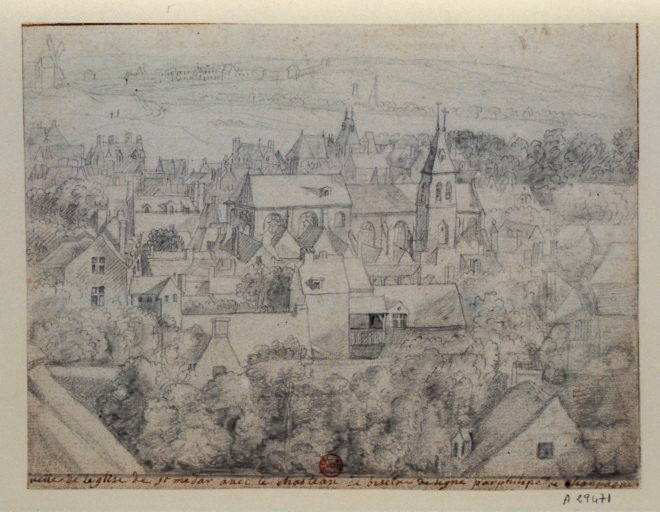
Veduta della chiesa con il castello di Bisetre, in un disegno di Philippe de Champaigne (1656).

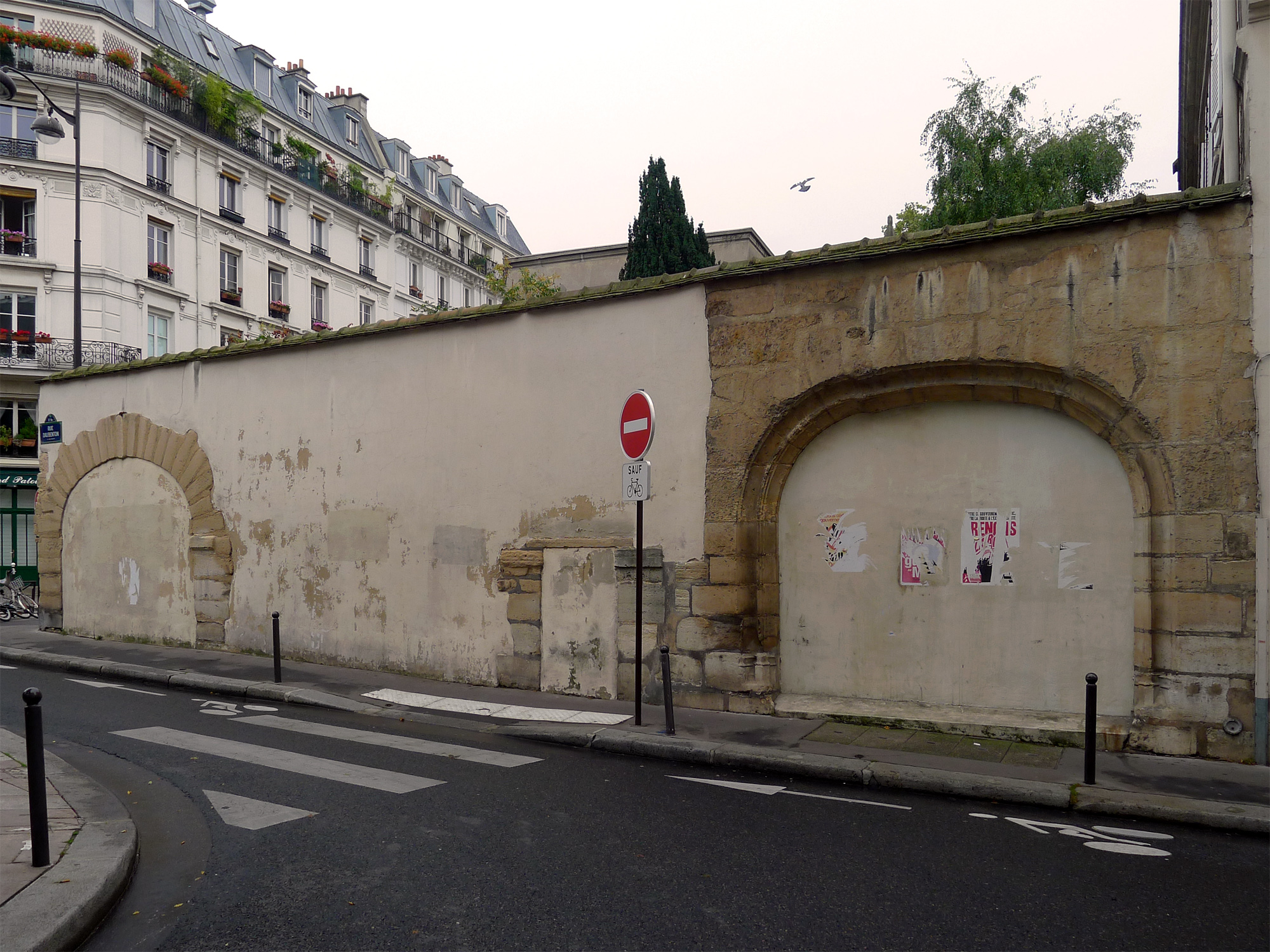
Porte murate in rue Daubenton.

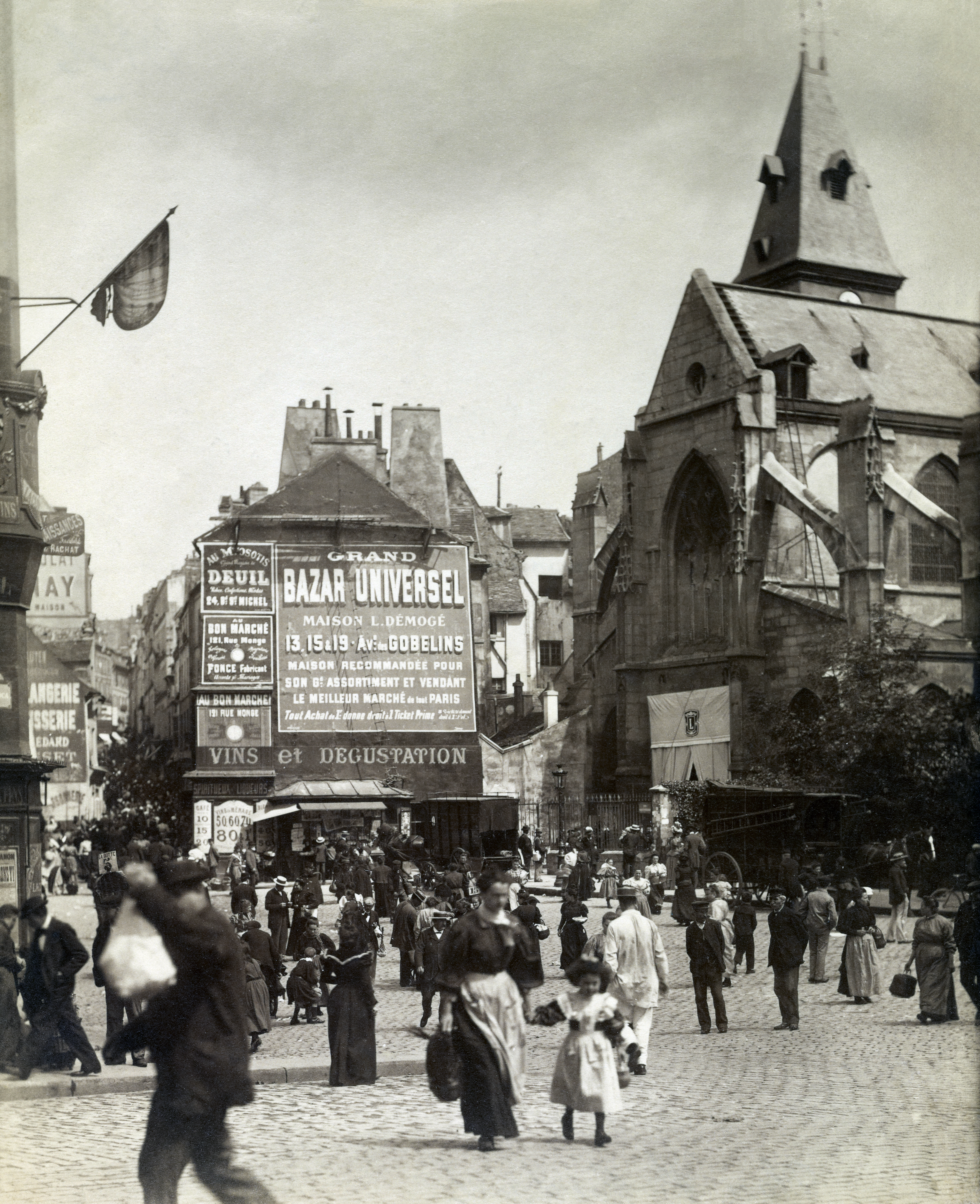
La piazza antistante la chiesa in una fotografia di Eugène Atget (1898-1900).

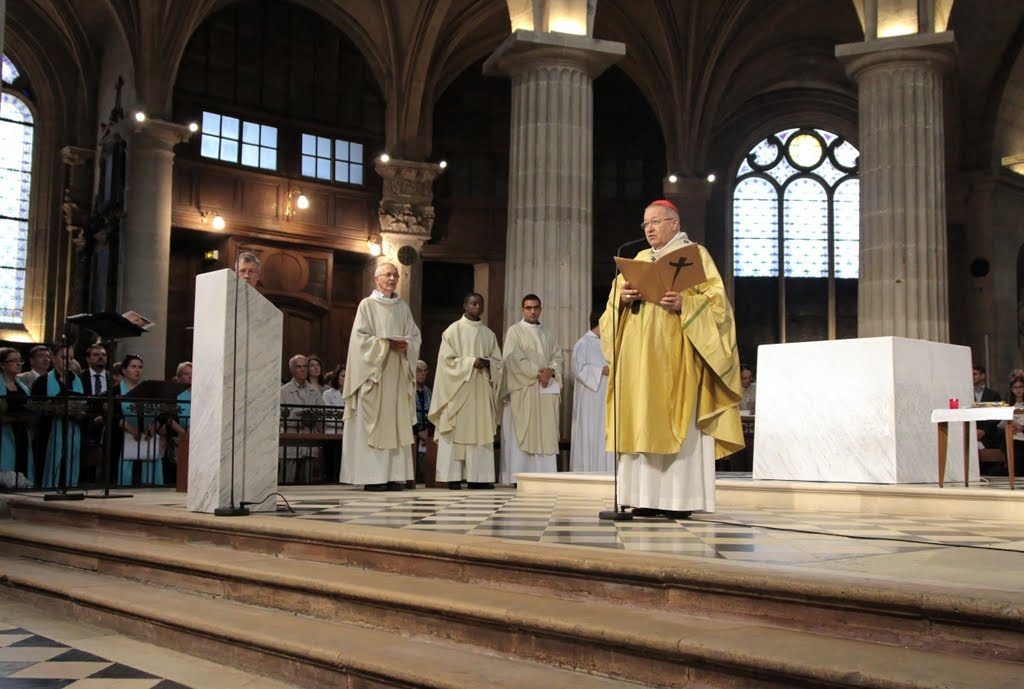
La dedicazione del nuovo altare maggiore l'11 settembre 2011

### Ilfaubourg Saint-Marceau
La chiesa di san Medardo è stata eretta nel quartiere che, fino alla rivoluzione, il nome di faubourg Saint-Marceau e nel quale numerose chiese situate una volta nelle vicinanze, sono scomparse durante la Rivoluzione e con la trasformazione di Parigi sotto il Secondo Impero:
- la chiesa di Saint-Martin, una volta in rue de la Collégiale, costruita nel 1158 e distrutta nel 1790,
- la chiesa di Saint-Marcel o collegiata di Saint-Marcel (da non confondere con la chiesa di Saint-Marcel, ricostruita in boulevard de l'Hôpital nel XIX secolo e a nuovo nel XX secolo) costruita tra il IX secolo e l'XI in prossimità di un cimitero gallo-romano e che fu distrutta con l'apertura del boulevard Saint Marcel.
- la capella di Saint-Clément, che la tradizione la considera luogo ove si tenne il concilio di Parigi nel 361.[5]
- la chiesa Saint-Hippolyte al fondo di boulevard Arago (da non confondersi con la chiesa di sant'Ippolito della porta di Choisy), distrutta nel 1807[6].

### La cappella iniziale di Saint-Médard
Nell'epoca merovingia alcune tombe cristiane sono già raggruppate a qualche metro dai muri dell'attuale chiesa, come hanno dimostrato alcuni scavi effettuati al n. 43 di rue Daubenton. Un cimitero cristiano e senza dubbio già un oratorio, secondo gli usi dell'epoca, esistevano già nel VI o nel VI secolo, dopo le invasioni normanne, una cappella dedicata a san Medardo sarebbe stata costruita lungo una strada romana che portava da Lutezia a Lione al punto di attraversamento della Bièvre. L'esistenza di una chiesa e di una parrocchia annesse al dominio dell'abbazia di santa Genoveffa è attestata nel 1163 da una bolla pontificia di papa Alessandro III.

### La costruzione dell'attuale chiesa parrocchiale
La costruzione della chiesa di San Medardo si è estesa dal XV L XVIII secolo. Essa fu interrotta dalle guerre di religione e in particolare il Tumulto di San Medardo, una disputa fra protestanti e cattolici che condusse al saccheggio della chiesa da parte dei protestanti nel 1561.
Nel 1655 la parrocchia, che fino a quel momento dipendeva solo dall'abate di Sainte-Geneviève, venne posta sotto la giurisdizione diretta dell'arcivescovo di Parigi. Ella rimase affidata a "curati-priori", religiosi dell'abbazia di santa Genoveffa (o genoveffini) fino alla rivoluzione francese. L'abbazia, vicina a quella di Port-Royal di Parigi, fu frequentata da numerosi giansenisti, fra i quali Pierre Nicole, la cui salma fu inumata nella chiesa di San Medardo, Blaise Pascal e il diacono François de Pâris. A partire dal 1727 i convulsionari si riunirono sulla tomba del diacono François de Pâris, situata nel piccolo cimitero dell'abside della chiesa per ricercarvi delle trance mistiche, delle guarigioni e qualsiasi genere di miracolo. Nel 1732 il re decise di farne interdire l'accesso; un anonimo malizioso pose un piccolo manifesto sulla palizzata che recintava il cimitero, con le parole:
(si possono sempre vedere delle porte murate all'angolo fra rue Daubenton e rue de Candolle, tuttavia pare che non ci fosse quella del cimitero a sud della chiesa). La parrocchia fu un luogo di forte resistenza alla costituzione apostolica di papa Clemente XI Unigenitus Dei Filius, promulgata nel 1713, che condannava il giansenismo, e in particolare da marzo 1752 con la questione delle assoluzioni ai giansenisti, sollevata dall'arcivescovo di Parigi, Christophe de Beaumont.
Nel XVIII secolo la chiesa fu abbellita, particolarmente nel 1784 da Louis-François Petit-Radel, che fu l'architetto della cappella absidale di Maria Vergine e del presbiterio che fiancheggia la chiesa.
Durante la rivoluzione francese la chiesa fu chiusa e il culto abolito nel 1793. Fu riaperta da un decreto della Convenzione nazionale del maggio 1795. La parrocchia condivise la propria chiesa con i teofilantropi e con il culto decadario e si chiamò "Tempio del Lavoro" per dieci mesi.

### Le trasformazioni dei secoli XIX e XX
Nel XIX secolo alcune personalità del Museo nazionale di storia naturale di Francia (Jussieu (1803), Geoffroy Saint-Hilaire (1826) presero parte alla vita della parrocchia nella sua fabbriceria. Suor Rosalie Rendu (beatificata da papa Giovanni Paolo II nel 2003), responsabile della casa delle Figlie della carità di San Vincenzo de' Paoli di rue de l'Épée de Bois, è riconosciuta per la sua devozione di fronte ai malati, ai poveri e… ai rivoltosi del luglio 1830 e del febbraio 1848.
È a suor Rosalie che i fondatori della Società di San Vincenzo de' Paoli, in particolare Federico Ozanam (beatificato da papa Giovanni Paolo II nel 1997 in occasione della Giornata mondiale della gioventù) s'indirizzarono per organizzare le loro azioni caritatevoli.
A questa epoca numerose sistemazioni interne ed esterne vennero intraprese nella chiesa ; il grande cimitero di sud-est venne trasformato in una piazza (square Saint-Médard).
Nel 1901 la Cappella dei Catechismi fu edificata sull'area dell'antico cimitero ove fu inumata la salma del diacono Pâris. Trasformazioni interne ebbero luogo nel 1960; la chiesa fu restaurata nel 1974. L'attuale altare maggiore venne dedicato l'11 settembre 2011 dall'arcivescovo di Parigi cardinale André Vingt-Trois.

## Descrizione

### Architettura

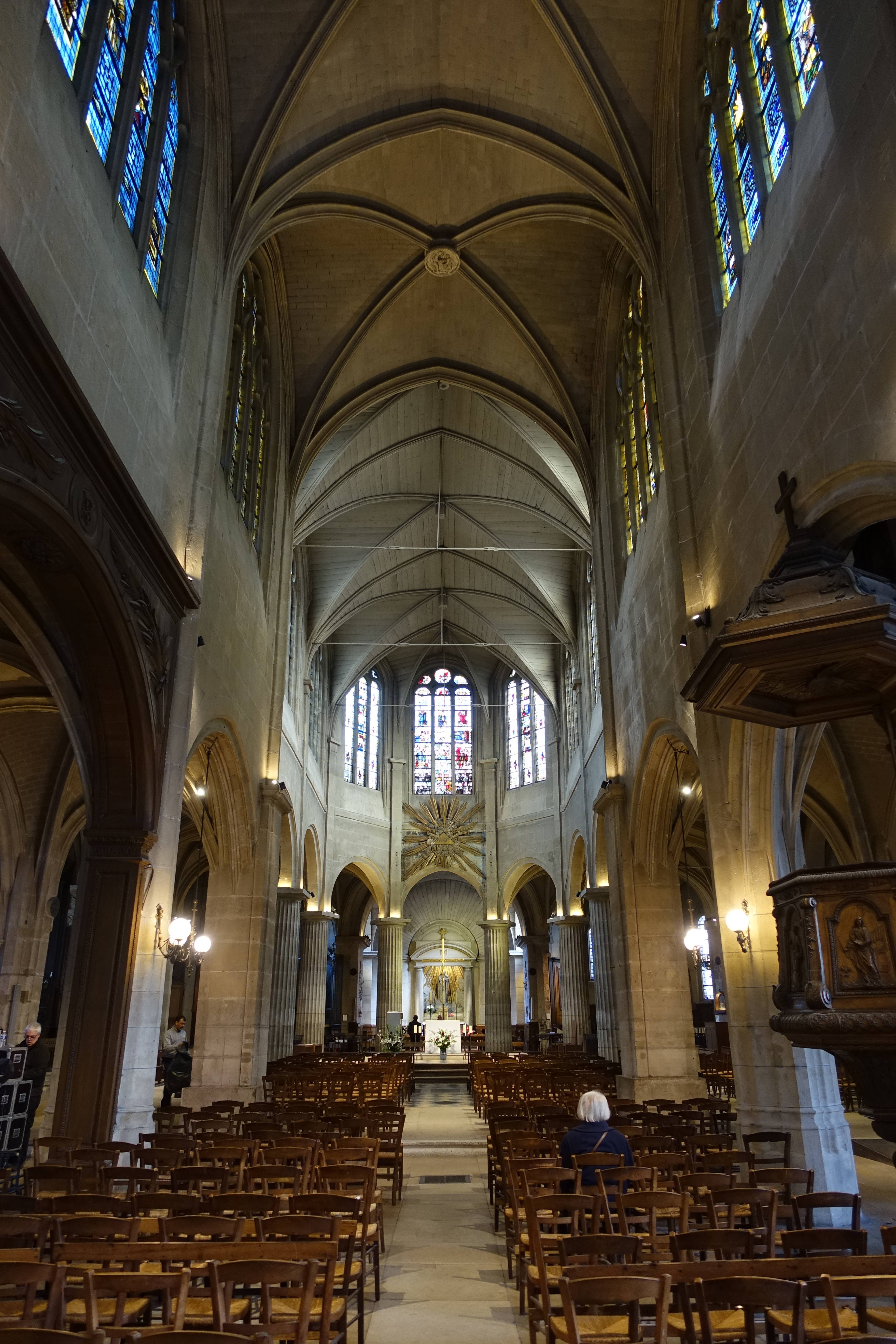
Interno

La pianta della chiesa riflette la sua storia con tre complessi omogenei datati rispettivamente alla metà del XV secolo, al periodo 1562-1620 e al XVIII secolo, essendo le parti più antiche situate a livello della facciata occidentale e delle campate adiacenti e quelle più moderne a livello dell'abside.
L'esterno della chiesa è stato liberato delle case negli anni 1868-1869.
A partire dalle prime tre campate della navata gotica fiammeggiante della fine del XV secolo, si scopre un coro allargato dal XVI secolo, rimaneggiato nel XVII e XVIII e ricoperto di una volta in legno, unica a Parigi, che era originariamente provvisoria ma che è a tutt'oggi in opera. La navata è ornata di cinque chiavi di volta con immagine.
I rimaneggiamenti si evidenziano particolarmente al livello dei capitelli illustranti il Gotico, il Rinascimento e il Classico.

### Patrimonio artistico

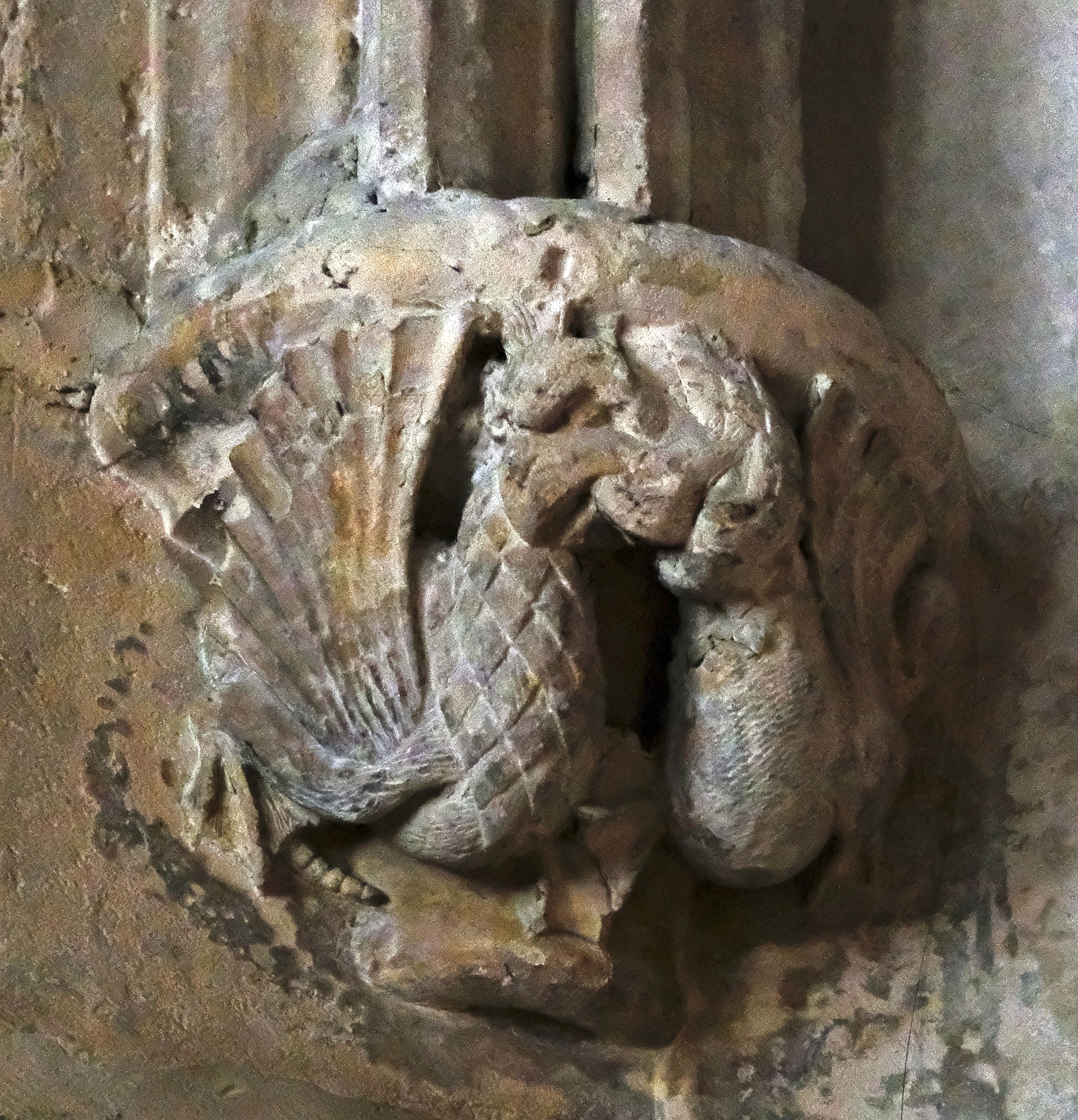
Un capitello gotico

La chiesa è ornata di numerose opere d'arte. Si possono citare in particolare:
- Passeggiata di san Giuseppe e di Gesù Bambino, tela di Francisco de Zurbarán (transetto destro)
- Cristo nella tomba, olio su legno di Philippe de Champaigne (cappella del Sacro Cuore)
- Retablo di santa Caterina, pittura su legno di anonimo francese del XVI secolo (cappella di santa Caterina d'Alessandria,
- Gesù caccia i mercanti dal tempio, tela di Charles-Joseph Natoire (cappella di fonti battesimali)
- Annunciazione, tela attribuita a Claude Vignon (cappella dell'Annunciazione)
- Santa Genoveffa, tela a lungo ritenuta del Watteau e attribuita a Charles Eisen (cappella di Santa Genoveffa)
- La Religione, tela di Charles Michel-Ange Challe (cappella di sant'Anna)
- Santo Stefano protomartire, arazzo della Manifattura dei Gobelins (transetto)
- Lo sposalizio della Vergine, tela di Alexandre-François Caminade e San Medardo incoronante la prima ragazza virtuosa, tela di Louis Dupré (cappella della Vergine)

Per quanto riguarda la scultura, la chiesa conserva la Vergine dell'Annunciazione, scultura di Henri Lagriffoul (cappella di santa Caterina) e un  Sant'Antonio di Padova, scultura di Marthe Baumel-Schwenck.
La chiesa possiede egualmente numerose vetrate, antiche (frammenti del XVI secolo) o contemporanee (1941) di Jean Hébert-Stevens, Paul Bony e Pierre Cellier.

### Organi a canne

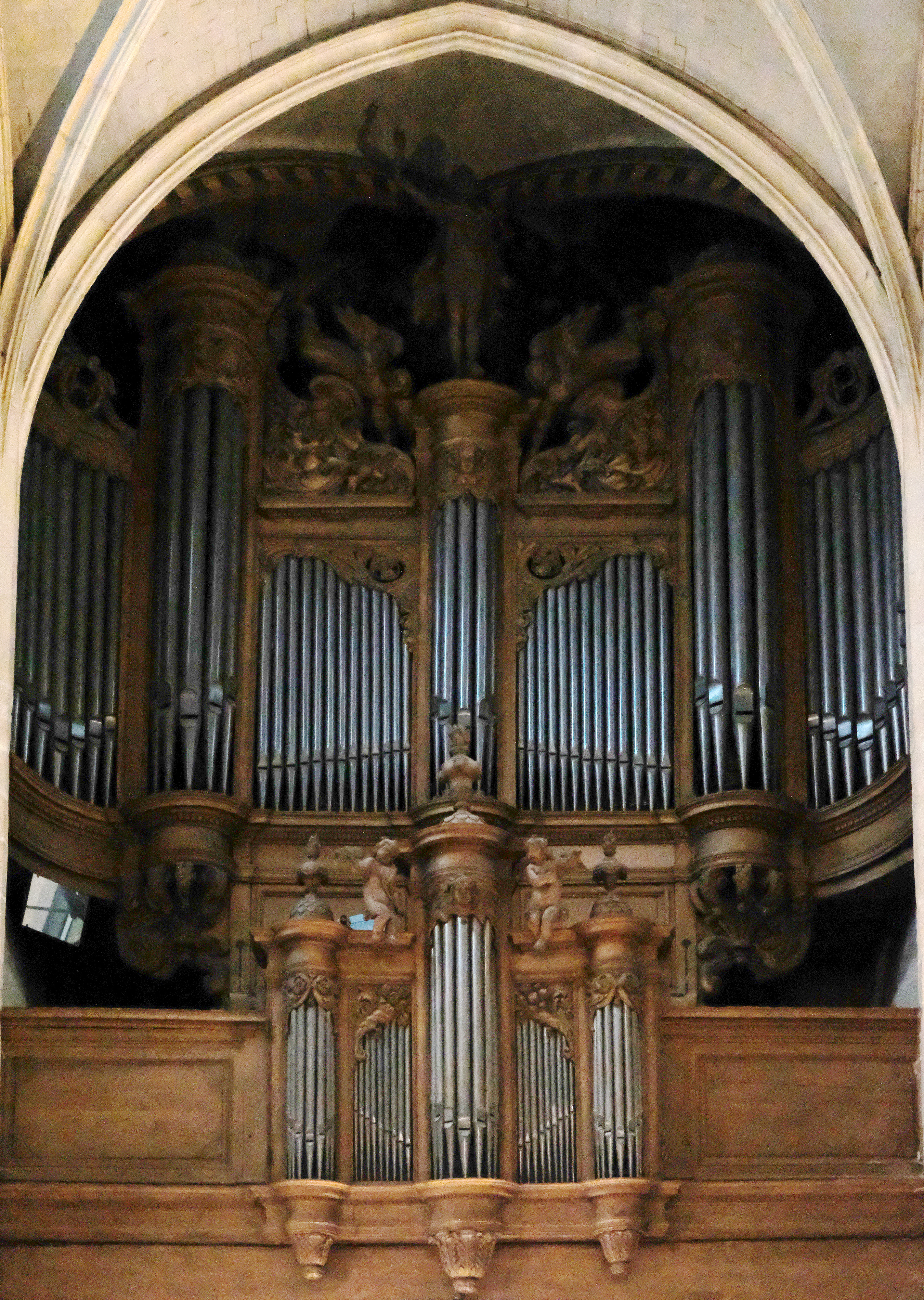
L'organo maggiore

Nella chiesa si trovano due organi a canne.
L'organo principale è collocato sulla cantoria in controfacciata ed è classificato come monumento storico di Francia. Lo strumento è accolto all'interno della cassa lignea barocca realizzata dal falegname Germain Pillon del 1645; il materiale fonico attuale risale al rifacimento del 1767 operato da François-Henri Clicquot e la sua attuale conformazione è dovuta al rifacimento della ditta Stolz & Frères del 1880. L'organo, a trasmissione meccanica, possiede 32 registri con tre tastiere di 56 note e una pedaliera a 30 note.
L'organo del coro venne realizzato dalla ditta Roethinger nel 1964 e si trova nella prima cappella radiale di destra. Esso è dotato di due tastiere di 56 note e di una pedaliera di 30 note. Possiede 14 registri.

## San Medardo nella letteratura e nel cinema
La chiesa di san Medardo è al centro dell'enigma nel libro L'élu du serpent rouge di Jean-Paul Bourre.
Ne "I miserabili",di Victor Hugo, nella chiesa di Saint Medard, a volte, andavano a pregare Cosette e Jean Valejan quando arrivarono a Parigi.

## Accesso
Il luogo è servito dalla stazione di Censier – Daubenton della linea 7 della Metropolitana di Parigi.